# Scina oedicarpus
Scina oedicarpus är en kräftdjursart som beskrevs av Stebbing 1895. Scina oedicarpus ingår i släktet Scina och familjen Scinidae. Inga underarter finns listade i Catalogue of Life.